# Висиосо, Анхель
Анхель Висиосо Аркос (исп. Ángel Vicioso Arcos, род. 13 апреля 1977 в Альхама-де-Арагон, Испания) — испанский профессиональный шоссейный велогонщик. Многократный победитель и призёр крупных международных соревнований.

## Биография
15 мая 2014 года попал в завал на 6-м этапе Джиро д’Италия, получил тройной перелом бедра и выбыл из строя до конца сезона. 
Однако смог восстановиться от травмы и в сезоне 2015 года в третий раз за карьеру одержал победу на Гран-при Мигеля Индурайна.

## Победы
| 2000 - Вуэльта Ла-Риохи — этап 2 2001 - Вольта Алентежу — этап 4 - Гран-при Мигеля Индурайна - Классика Сабиньяниго 2002 - Гран-при Мигеля Индурайна - Классика Примавера 2003 - Вуэльта Каталонии — этап 7 - Тур Страны Басков — этап 2 и 2-е место в общем зачёте 2004 - Эускаль Бисиклета — этапы 3 и 4b 2005 - Эускаль Бисиклета — этапы 1 и 4a 2006 - Тур Швейцарии — этап 4 2007 - Вуэльта Астурии — этап 1 - Тур Страны Басков — этап 3 и 2-е место в общем зачёте - Вуэльта Мадрида — этапы 1, 3 и 2-е место в общем зачёте | 2008 - Вуэльта Астурии — этап 1 и генеральная классификация - Вуэльта Мадрида — этап 2 2009 - Вуэльта Астурии — этап 6 2010 - Вуэльта Ла-Риохи - Гран-при Льодио - Вуэльта Астурии — этап 2 и очковая классификация 2011 - Неделя Коппи и Бартали — этап 1b (ТТТ) - Гран-при Ларчано - Джиро д’Италия — этап 3 2015 - Гран-при Мигеля Индурайна |

## Статистика выступлений наГранд Турах
| Гранд Тур | 2000 | 2001 | 2002 | 2003 | 2004 | 2005 | 2006 | 2007 | 2008 | 2009 | 2010 | 2011 | 2012 | 2013 | 2014 |
| --------- | ---- | ---- | ---- | ---- | ---- | ---- | ---- | ---- | ---- | ---- | ---- | ---- | ---- | ---- | ---- |
| Джиро     | 72   | –    | 50   | –    | –    | –    | –    | –    | –    | –    | –    | 71   | 69   | сход | сход |
| Тур       | –    | –    | –    | сход | сход | 64   | –    | –    | –    | –    | –    | –    | –    | –    | –    |
| Вуэльта   | –    | сход | –    | 67   | –    | 47   | –    | –    | –    | –    | –    | –    | 95   | 80   | –    |